# Дзеркало для героя
«Дзеркало для героя» (рос. Зеркало для героя) — двосерійний радянський фантастичний фільм-притча 1987 року, поставлений режисером Володимиром Хотиненком за мотивами однойменної повісті 1986 року Святослава Рибаса.

## Сюжет
Сергій Пшеничний відвідує свого батька, Кирила Івановича, що живе в невеликому містечку на Донбасі. Метою поїздки була спроба умовити батька переїхати в Підмосков'я, ближче до Сергія. За розмовою батько не дуже позитивно оцінив дисертацію сина з психології, давши зрозуміти, що проблема для дослідження надумана та цікава лише фахівцям. На противагу старший Пшеничний читає написану ним самим повість про боротьбу рядового інженера за закриття «N-ської ГЕС», у якій піднімалася актуальніша на його думку проблема — антропогенна дія людини на природу. Поки батько читає повість, Сергій витає у своїх думках, а наприкінці дає зневажливу оцінку твору. Зустріч закінчується сваркою з батьком, який, по-перше, навідріз відмовився переїжджати, а по-друге, не погодився з тим, що трудові подвиги його молодості виявилися не потрібними країні точно так, як і дисертація сина — науці. Ідеали радянської епохи, хай і застарілі та іноді помилкові, — для нього святі.
Незабаром після розмови з батьком Сергій іде на концерт групи «Nautilus Pompilius», де знайомиться з колишнім гірським інженером Андрієм Німчиновим. Прогулюючись після концерту, вони несподівано потрапляють з кінця 1980-х років у 1949-й, у те ж саме невелике радянське шахтарське містечко (за сценарієм він називався Грушівка). При цьому один і той же день, неділя 8 травня, повторюється для них знову і знову. Пшеничний зустрічає своїх батьків, бачить їх такими, якими вони були в молоді роки, і розмовляє зі своєю матір'ю, вагітною ним же, а Німчинов навіть катає самого себе, хлопчика, на мотоциклі.
Настає новий день, і все повторюється спочатку: засинаючи увечері 8 травня, вони прокидаються знову ж таки ранком того-таки дня. Попри те, що герої фільму намагаються якось змінити хід подій, наступні ранки для них знову повторюються. Змінюються лише самі герої та їх ставлення до того, що відбувається навколо них. Пшеничний іншими очима дивиться на батька, з яким зіпсував стосунки, не розуміючи мотивів його поведінки. Для нього молодість батька зливалася в єдине ціле з героїчним післявоєнним минулим, яке Сергій відкрито ненавидів і всіляко від нього відсторонювався. відсторонення дійшло до того, що Сергій не цікавився молодістю батька, не був знайомий з його особистими цінностями, не знав його як людину, для якої в будь-яку епоху людське життя і збереження природи були важливіші за нарощування темпів за всіляку ціну, і що за свої переконання батько навіть сидів у в'язниці. Німчинов же, який у минулому житті сидів у в'язниці через допущену не ним службову халатність (стався обвал у шахті), дістає дивовижну можливість виправити становище.
Намагаючись знайти вихід петлі часу, Сергій від'їжджає на потягу і декілька місяців подорожує, спостерігаючи подвиг покоління своїх батьків по відновленню країни. Так і не знайшовши виходу, він повертається з переконанням, що розірвати петлю можна тільки одним способом — ні у що не втручатися. Андрій його позицію не приймає і намагається виправити важке становище шахтарів. Він щодня запобігає пограбуванню каси із зарплатою шахтарів. Також щодня він іде знайомитися з впливовим місцевим чиновником Тюкіним — директором шахтоуправління, фактичним керівником усіх шахт у містечку. Всілякими шляхами Німчинов намагається переконати Тюкіна, що життя шахтарів важливіші, ніж 20 тонн вугілля, які щодня видає крихітна дореволюційна, безперспективна і дуже небезпечна шахта з промовистою назвою «П'яна». Кілька разів йому вдавалося переконати чиновника в необхідності закриття або початку реконструкції шахти. Але телеграма з міністерства, що приходить щодня в 12.00, з вимогою не зменшувати видобутку вугілля перекреслює всі плани. Тоді Андрій задумав план зі знищення ненависної шахти і почав накопичувати динаміт. У день повернення Сергія Андрій наважується на справу й повідомляє в міліцію, що навідником грабіжників є Тюкін, який відмовлявся закрити аварійну шахту. Директора того ж вечора беруть під арешт. Але Німчинов в останній момент розуміє, що відсутності директора недостатньо. Шахтарі, його друзі та знайомі — працюють у три зміни і висаджувати шахту в повітря доведеться з людьми. Після цього в нього здають нерви, він вантажить динаміт на мотоцикл і їде до шахти, проте потім повертає в гору до покинутої будови, де вони ночували з Сергієм, і врізається в нього, гинучи від вибуху динаміту. Сергій же увесь наступний день проводить, ніким не помічений. Він ховається в коморі будинку своїх батьків і лише перед сходом сонця (момент, коли петля замикається) наважується порозумітися з батьком.
Сергій зупиняє автомобіль, в якому співробітники МДБ відвезли батька (Кирило Іванович, також як і Німчинов, хотів закрити аварійно небезпечну шахту, за що і потрапив до в'язниці після доносу, але син цього епізоду з життя батька не знав), знаходить привід, щоб поїхати разом з ними — називає себе шпигуном. Співробітники держбезпеки сприймають його докази (радянські, але пізнього зразка гроші і документи) як непереконливі, але для перевірки вирішують взяти його з собою. У машині Сергій просить вибачення у батька і чекає чергового замикання петлі часу, але його не відбувається. Сергій у гніві нападає на водія і зупиняє машину. У його матері в цей самий момент починаються пологові перейми. Співробітникам МДБ не подобається поведінка Сергія і вони намагаються випровадити його з машини. Він при цьому відтворює емоції новонародженого, якого витягнули з безпечного для нього місця і, виштовханий з автомобіля, падає приходить до тями вже у звичному 1987 році (його знаходять сплячим у міському парку ветерани, що прийшли святкувати День Перемоги). Він біжить миритися з батьком, оскільки став краще розуміти, чим жили люди сорокових. Несподівано Сергій бачить свого двійника, який його випередив. Незадовго до цього в парку показаний живий Андрій Німчинов з патефоном на руках: петля часу розімкнулася, але старим героям у новій реальності вже немає місця — їх замінили їхні двійники з нещодавно відвіданого минулого.

## У ролях
| • Сергій Колтаков  | … | Сергій Кирилович Пшеничний                |
| • Іван Бортник     | … | Андрій Іванович Німчинов                  |
| • Борис Галкін     | … | Кирило Іванович Пшеничний в молодості     |
| • Фелікс Степун    | … | Кирило Іванович Пшеничний літній          |
| • Наталія Акімова  | … | Ліда, матір Сергія Пшеничного в 1949-му   |
| • Олена Гольянова  | … | Роза                                      |
| • Яків Степанов    | … | Сашко-танкіст (озвучує Авангард Леонтьєв) |
| • Віктор Смирнов   | … | директор шахти Тюкін                      |
| • Микола Стоцький  | … | Федір Петренко, молодий шахтар            |
| • Сергій Паршин    | … | шахтар-стахановець Пухарєв                |
| • Олександр Песков | … | міліціонер Рябенко                        |
| • Олена Козлітіна  | … | дружина Сергія                            |

## Знімальна група
- Автор сценарію — Надія Кожушана за мотивами повісті Святослава Рибаса «Зеркало для героя» (1986)
- Режисер-постановник — Володимир Хотиненко
- Оператор — Євген Гребнєв
- Композитор — Борис Петров
- Монтаж — Галина Патрикеєва
- Художники — Михайло Розенштейн, Сергій Карнет
- Звук — Сергій Сашнін

## Історія створення

### Написання сценарію
Історія написання сценарію багатоетапна. У 1984 році Володимир Хотиненко звернувся до Надії Кожушаної з пропозицією написати фільм для дітей та юнацтва про їхнє дитинство — 1960-ті роки (вони ровесники і земляки) і рідне місто Свердловськ. Так з'явився сценарій фільму «Недільний день», де центральною подією є приїзд Фіделя Кастро на Уралмаш (історичний факт), по ходу підготовки до цієї події розказані декілька історій дітей — з сімей різного контингенту: інтелігенції і шпани. Тема дитинства, періоду молодості батьків Володимира і Надії була для них цінною, і тому знайшла продовження. Сценарій на студії ставити не дозволили, натомість редактор запропонував патріотичну повість Святослава Рибаса про шахтарів кінця 1940-х років для екранізації.
Упродовж двох місяців Надія писала сценарій екранізації, але результатом не була задоволена. Сам факт суто механічного попадання людей в минуле не здавався їй оригінальною ідеєю для кіно. Потім прийшла думка про день, що повторюється.
Надія Кожушана:
|  | Вдалося, придумати, вважаю, гарний хід. Пам'ятаєш день, що увесь час повторюється? Минуле не підпускає нас до себе. Можна вивчати і приймати його як є. Не більше. Терпіти не можу, коли говорять: потрібно було робити так або так. Чи нам судити? |

Володимир Хотиненко:
|  | Я пам'ятаю цей момент, я до неї прийшов, вона мені говорить: «Ти тільки не квапся говорити „Ні“». Але коли вона це сказала, про зацикленість дня, у мене аж мурашки по шкірі. |

Далі з'явилася можливість розвивати у двох головних героях принципово різне ставлення до дня, що повторюється. Важлива тема для авторів фільму — нерозв'язного конфлікту часів, батьків і дітей, отримала гострий розвиток, оскільки змінити минуле і повноцінно жити в ньому виявилося не можливим, але зрозуміти і полюбити можливо.
Прототипом Батька Сергія Пшеничного безпосередньо є батько Надії Кожушаної Павло Іванович Ямшанов, який писав повісті, оповідання і вірші.
Під час роботи над сценарієм Надія проводила багато часу в архівах, вивчаючи газети 1940-х років, використовуючи інформацію, атмосферу. У одній зі сцен Андрій Німчинов зачитує газету (цитата з фільму) :
|  | Стільки часу пройшло, а проблеми ті ж самі… |

### Зйомки фільму
Фільм знімали в селищі Абакумова в Донецьку, в Петровському районі Донецька — колишня шахта 5-біс (сцена пограбування), в селищі Курахівка Донецької області та селищі Боково-Платове Луганської області, а також на кордоні Донецька і Макіївки в Червоногвардійському районі Макіївки, селище Карла Маркса, поблизу вулиці Потьомкіна.

## Музика
- Серенада Сміта з опери Ж. Бізе «Пертська красуня» у виконанні Геннадія Піщаєва (звучить на початку фільму і далі)
- «Останній лист», «Казанова», рок-група «Nautilus Pompilius»
- «У Цусимській протоці далекій…», герой фільму Сашко-танкіст
- «Офіцерський вальс», Леонід Утьосов
- хорал пілігримів з 3-го акту опери Р. Вагнера «Тангейзер» у виконанні В. Богачова (грає полоненого німця на вантажівці)
- Сергій Рахманінов «Всенощна. Нині отпущаеши», соліст Костянтин Огнєвий (звучить наприкінці фільму)
- «Спят курганы тёмные» (виконує герой фільму Сергій Пшеничний)
- «Враги сожгли родную хату» (співає герой фільму Німчинов під гармонію Сашка)

## Нагороди та номінації
| Список нагород та номінацій        | Список нагород та номінацій | Список нагород та номінацій                                                   | Список нагород та номінацій | Список нагород та номінацій | Список нагород та номінацій |
| Кінопремія                         | Рік                         | Категорія                                                                     | Номінант(и)                 | Результат                   |                             |
| ---------------------------------- | --------------------------- | ----------------------------------------------------------------------------- | --------------------------- | --------------------------- | --------------------------- |
| XIX Всесоюзний кінофестиваль, Баку | 1988                        | Спеціальний приз журі за розробку актуальної соціально-моральної проблематики | Дзеркало для героя          | Перемога                    |                             |
| Премія «Ніка»                      | 1989                        | Найкращий сценарій                                                            | Надія Кожушана              | Номінація                   |                             |

## Факти
- Тема дисертації Сергія Пшеничного «Особливості просторової організації біоелектричної активності мозку під час мовних актів» - реально існуюча[8]. Формулювання було записане Надією Кожушаною, коли вона підробляла друкаркою, оскільки вразила її уяву.
- У сцені фільму, де герой Пшеничного падає разом з колодою в калюжу, Сергій Колтаков впав на зйомці дійсно випадково[9], подальша його репліка «Втомився я нині» - імпровізація.
- Кінострічка, що згадується у фільмі (також цитується фраза з неї, що починається словами «Пам'ятаєте, Джеймс…»)  — «Зустріч на Ельбі» — вийшла в тому ж 1949-му році.